# باتريك وولف (لاعب شطرنج)
باتريك وولف (بالإنجليزية: Patrick Wolff)‏ هو لاعب شطرنج أمريكي، ولد في 15 فبراير 1968.

## وصلات خارجية
- باتريك وولف على موقع الاتحاد الدولي للشطرنج (الإنجليزية)
- باتريك وولف على موقع مباريات الشطرنج (الإنجليزية)
- باتريك وولف على موقع 365Chess.com (الإنجليزية)
- باتريك وولف على موقع Chesstempo.com (الإنجليزية)
- باتريك وولف على موقع الاتحاد الأمريكي للشطرنج (الإنجليزية)